# Rohmaniv, Șumsk
Rohmaniv (în ucraineană Рохманів) este localitatea de reședință a comunei Rohmaniv din raionul Șumsk, regiunea Ternopil, Ucraina.

## Demografie
Componența lingvistică a localității Rohmaniv
     Ucraineană (99,61%)
     Alte limbi (0,39%)
Conform recensământului din 2001, majoritatea populației localității Rohmaniv era vorbitoare de ucraineană (99,61%), existând în minoritate și vorbitori de alte limbi.